# Hnilecké rašeliniská
Hnilecké rašeliniská este o arie protejată (arie specială de conservare — SAC, sit de importanță comunitară — SCI) din Slovacia întinsă pe o suprafață de 54,48 ha, integral pe uscat.

## Localizare
Centrul sitului Hnilecké rašeliniská este situat la coordonatele 48°49′19″N 20°35′22″E / 48.821944°N 20.589444°E.

## Înființare
Situl Hnilecké rašeliniská a fost declarat sit de importanță comunitară în aprilie 2004 pentru a proteja 7 specii de animale. Situl a fost protejat și ca arie specială de conservare în martie 2004.

## Biodiversitate
Situată în ecoregiunea alpină, aria protejată conține 5 habitate naturale: Formațiuni ierboase bogate în specii de Nardus, dezvoltate pe substraturi silicioase în zone montane (și în zone submontane, în Europa continentală), Fânețe de joasă altitudine (Alopecurus pratensis, Sanguisorba officinalis), Liziere de ierburi înalte hidrofile de câmpie și de nivel montan până la alpin, Mlaștini turboase de tranziție și turbării mișcătoare, Păduri de fag Asperulo-Fagetum.
La baza desemnării sitului se află mai multe specii protejate:
- păsări (3): mugurar roșu (Carpodacus erythrinus), Locustella naevia, mărăcinar negru (Saxicola torquatus)
- amfibieni (1): izvoraș-cu-burta-galbenă (Bombina variegata)
- mamifere (3): liliac cu urechi mari (Myotis bechsteinii), liliac comun (Myotis myotis), liliacul mic cu potcoavă (Rhinolophus hipposideros)

Pe lângă speciile protejate, pe teritoriul sitului au mai fost identificate 32 de specii de plante, 5 specii de mamifere.